# Animal Crackers in My Soup
Animal Crackers in My Soup est une chanson écrite pour Shirley Temple, qui l'a originellement chanté dans le film Boucles d'or sorti en 1935.
Le titre est devenu une chanson phare de son répertoire (une autre étant On the Good Ship Lollipop du film Shirley aviatrice),.
Les paroles sont de Ted Koehler et Irving Caesar et musique de Richard A. Whiting.